# Notre-Dame de Beauraing
Notre-Dame de Beauraing, également appelée  Notre-Dame au cœur d'Or (ou la Vierge au cœur d'Or) est le nom sous lequel les catholiques désignent la Vierge Marie telle qu'elle serait apparue à cinq enfants du village de Beauraing (Belgique), entre le 29 novembre 1932 et le 3 janvier 1933.
Cette apparition mariale, officiellement reconnue par l’Église catholique en 1949, a entraîné une dévotion à la Vierge Marie sous le vocable « de Beauraing » ou « au cœur d'Or » en référence à une vision rapportée par les voyants.
Après l'autorisation du culte en 1943 puis la reconnaissance officielle des apparitions en 1949, une première chapelle est construite sur le lieu même des apparitions. D’autres bâtiments vinrent progressivement s'ajouter  développant peu à peu le sanctuaire marial.
Dans l'Église catholique, la Vierge Marie  est célébrée sous cette dénomination le 29 novembre de chaque année, en mémoire de la première apparition.

## L'apparition

### Historique
Du 29 novembre 1932 au 3 janvier 1933, cinq enfants de Beauraing sont témoins de trente-trois apparitions mariales,.
Ces événements suscitent pendant et après  les apparitions, une vive polémique au sein de la population ; opposant les partisans de « la véracité des déclarations des voyants », à leurs détracteurs. Cette polémique a lieu à l'intérieur de l'Église catholique qu'en dehors de celle-ci. Après plusieurs enquêtes canoniques, l'autorité diocésaine décide de reconnaître les apparitions. Le culte à la Vierge est autorisé par l'évêque de Namur et le Vatican en 1943 et le caractère surnaturel des événements est officiellement reconnu en 1949. Avant même la reconnaissance officielle, des pèlerins se rendent déjà sur le site des apparitions pour y prier ,,.

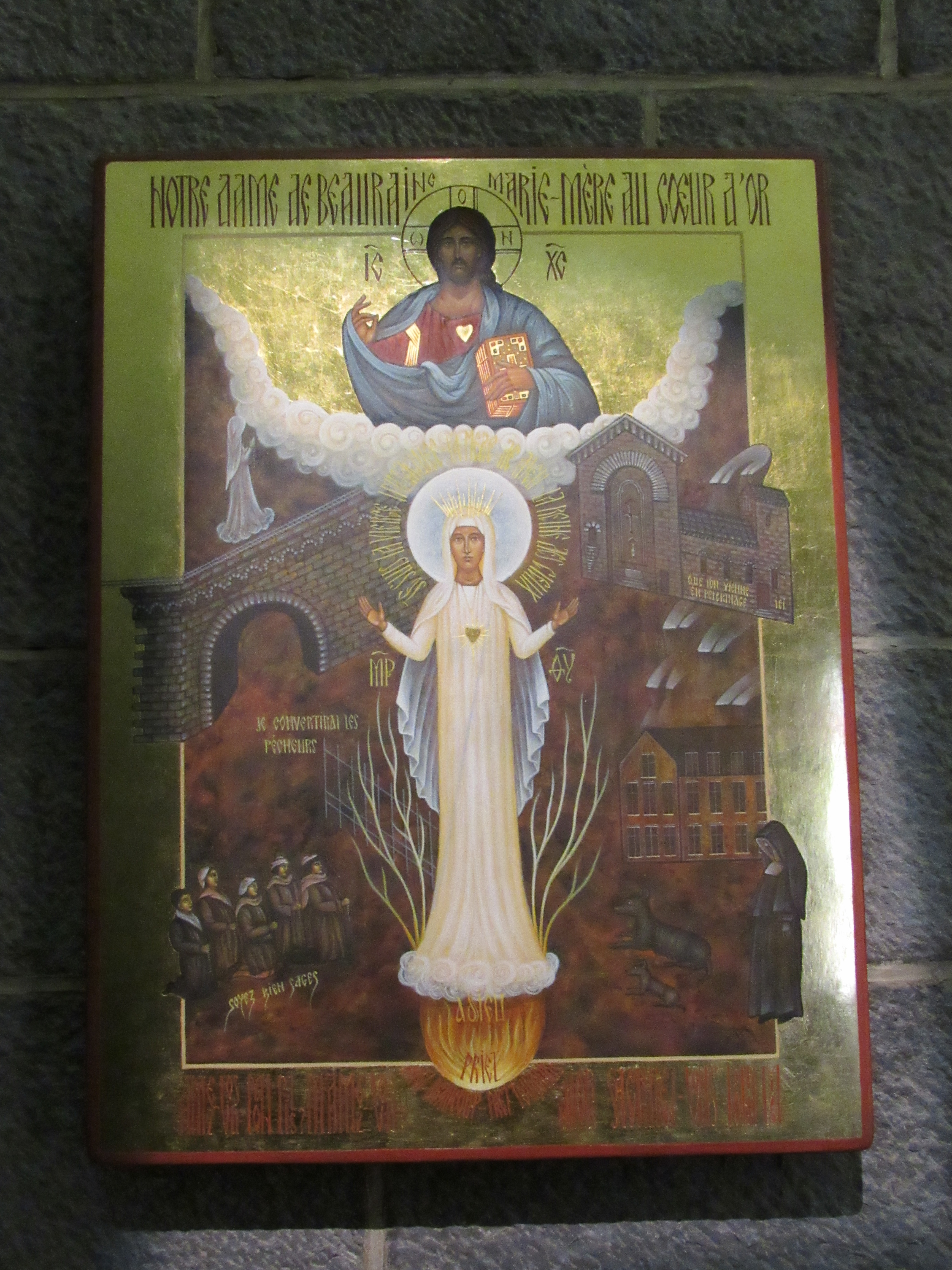
Icône de Notre-Dame de Beauraing dans la chapelle votive

### Reconnaissance officielle
Après la fin des apparitions, en juin 1933, l'évêque du lieu crée une commission d'enquête pour étudier ces apparitions. Cette commission ne parvient pas à mener à bien son enquête, et une nouvelle instance est constituée en 1938. Celle-ci rend un jugement de non constat de supernaturalitate (les faits ne sont ni avalisés, ni invalidés par l'Église catholique),.

En 1942, l'évêque de Namur met en place une nouvelle commission théologique, et en février 1943, le culte à la Vierge de Beauraing est officiellement autorisé par André-Marie Charue. Le 16 mai 1943, il obtient de Rome un décret autorisant le culte de Notre-Dame de Beauraing. Le 2 juillet 1949, André-Marie Charue reconnaît le caractère surnaturel des faits et deux guérisons sont déclarées miraculeuses. Il déclare alors 
« Nous pouvons, en toute sérénité et prudence, affirmer que la Reine des cieux apparut aux enfants de Beauraing, au cours de l'hiver 1932-1933 »,.

## Notoriété et influence religieuse

### Le sanctuaire de Beauraing

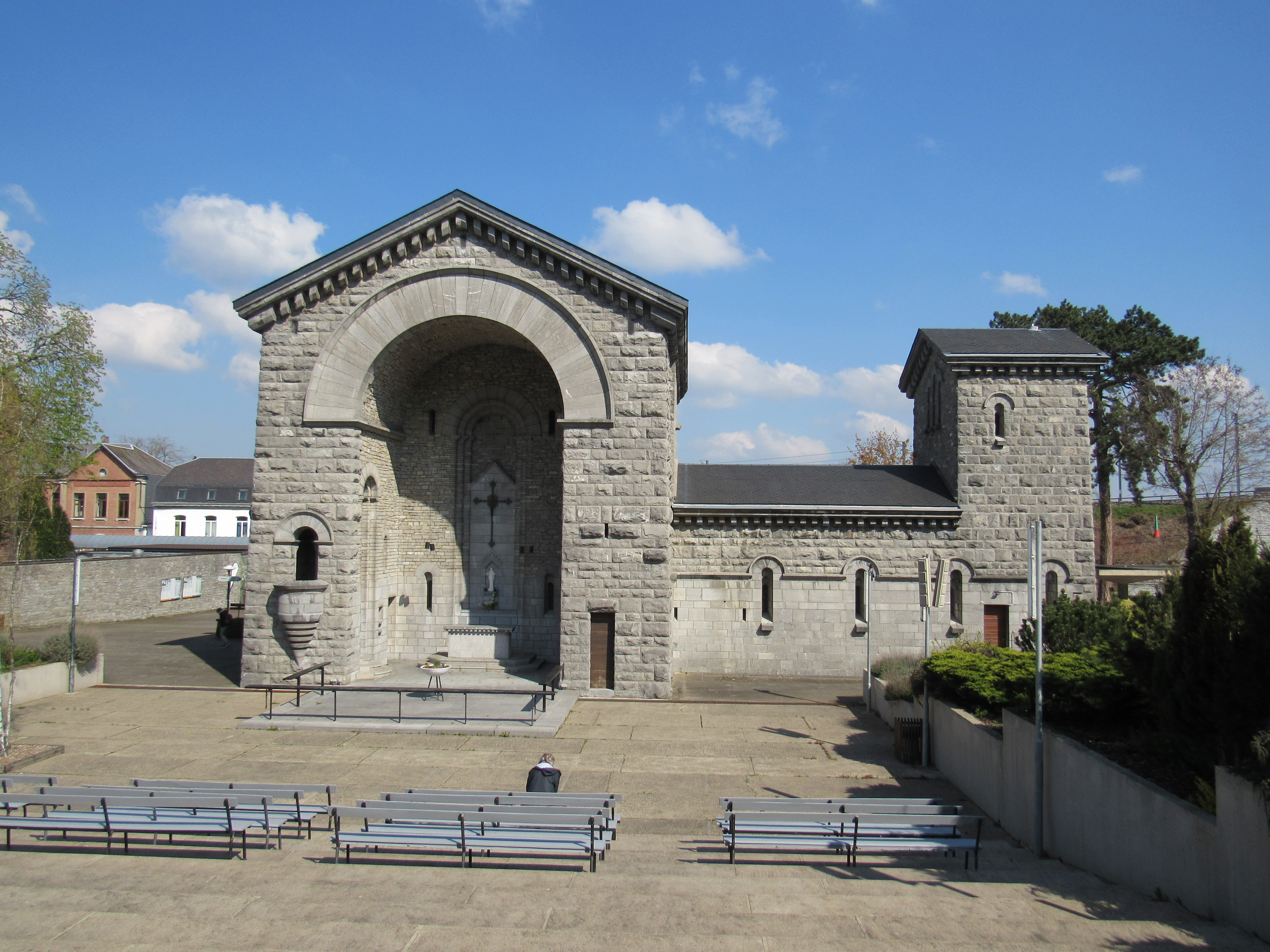
Vue de la chapelle du sanctuaire.

Le sanctuaire est construit sur le site des apparitions de 1933. La construction de la première chapelle débute en 1947, peu de temps avant la reconnaissance officielle des apparitions par l'Église catholique,. Cette chapelle est consacrée en 1954. D'autres lieux de culte sont ensuite édifiés dans les années suivantes (la crypte, l'église supérieure), le site est progressivement aménagé et plusieurs bâtiments proches sont acquis par les responsables du sanctuaire pour accueillir et héberger les pèlerins. Le sanctuaire s'étend et se développe jusqu'à la fin du XXe siècle,. Par la suite vient le temps des rénovations et opérations d’entretien liées au vieillissement des installations.
En 1985, le pape Jean-Paul II se rend en pèlerinage sur le lieu des apparitions. Il s'arrête au jardin des apparitions, rencontre les voyants et leurs familles, puis célèbre une messe en plein air. En 2013, l'église du sanctuaire est élevée au rang de basilique mineure par le Vatican.
La Vierge est particulièrement célébrée, tant  dans le sanctuaire qu'en dehors le 29 novembre, date anniversaire de la première apparition.

### Dans le reste du monde
Cette dévotion relativement récente (moins d'un siècle), reste encore peu connue, notamment  si on la compare à d'autres grandes apparitions mariales comme Lourdes ou Fátima. Néanmoins, sa représentation et son culte se retrouvent dans différents lieux, y compris en dehors de Belgique.

## Galerie

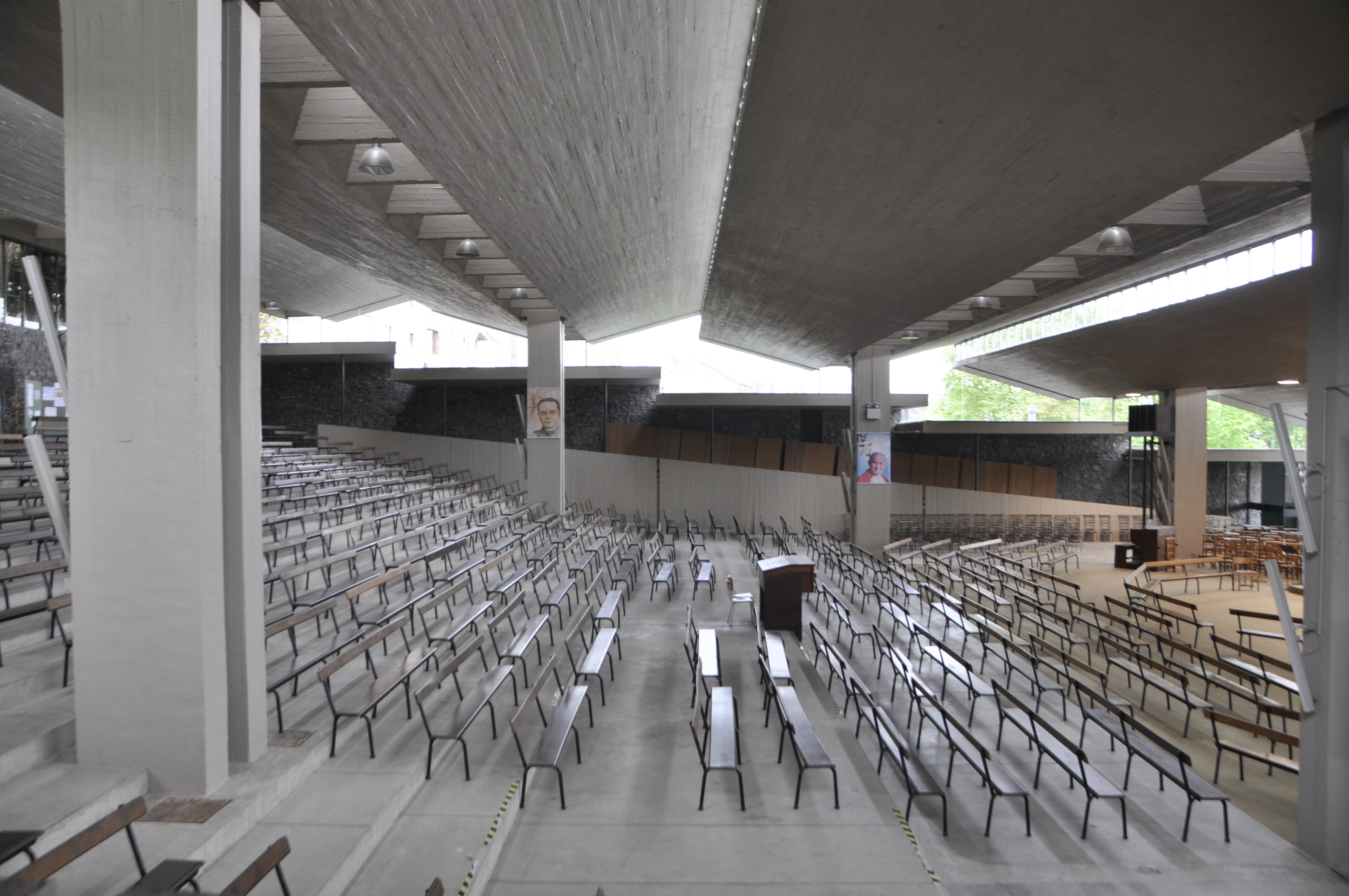
Intérieur de la basilique, conçu par l’architecte Roger Bastin.
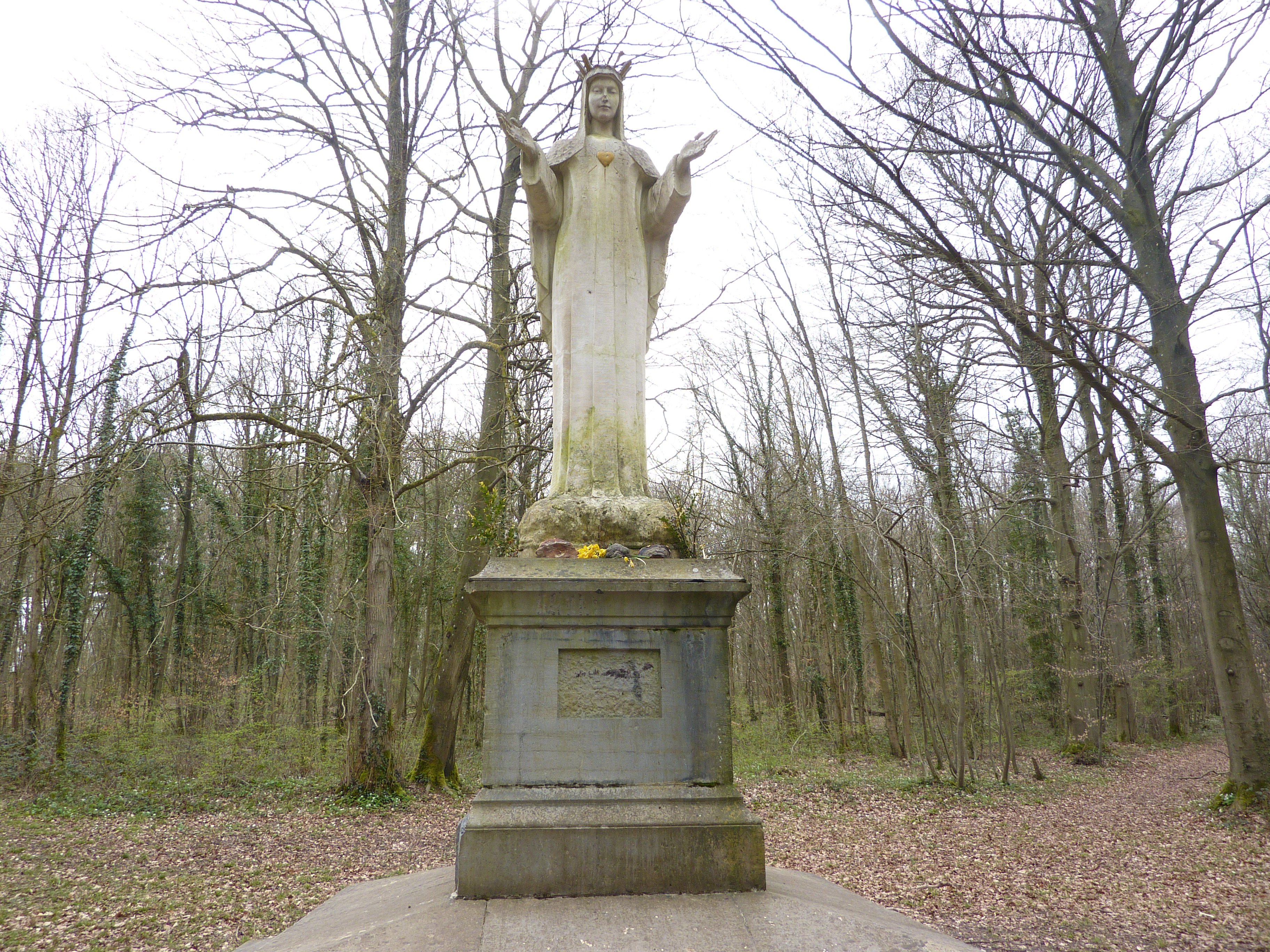
Statue de Notre-Dame de Beauraing dans le parc du Castel Sainte-Marie, à Beauraing.
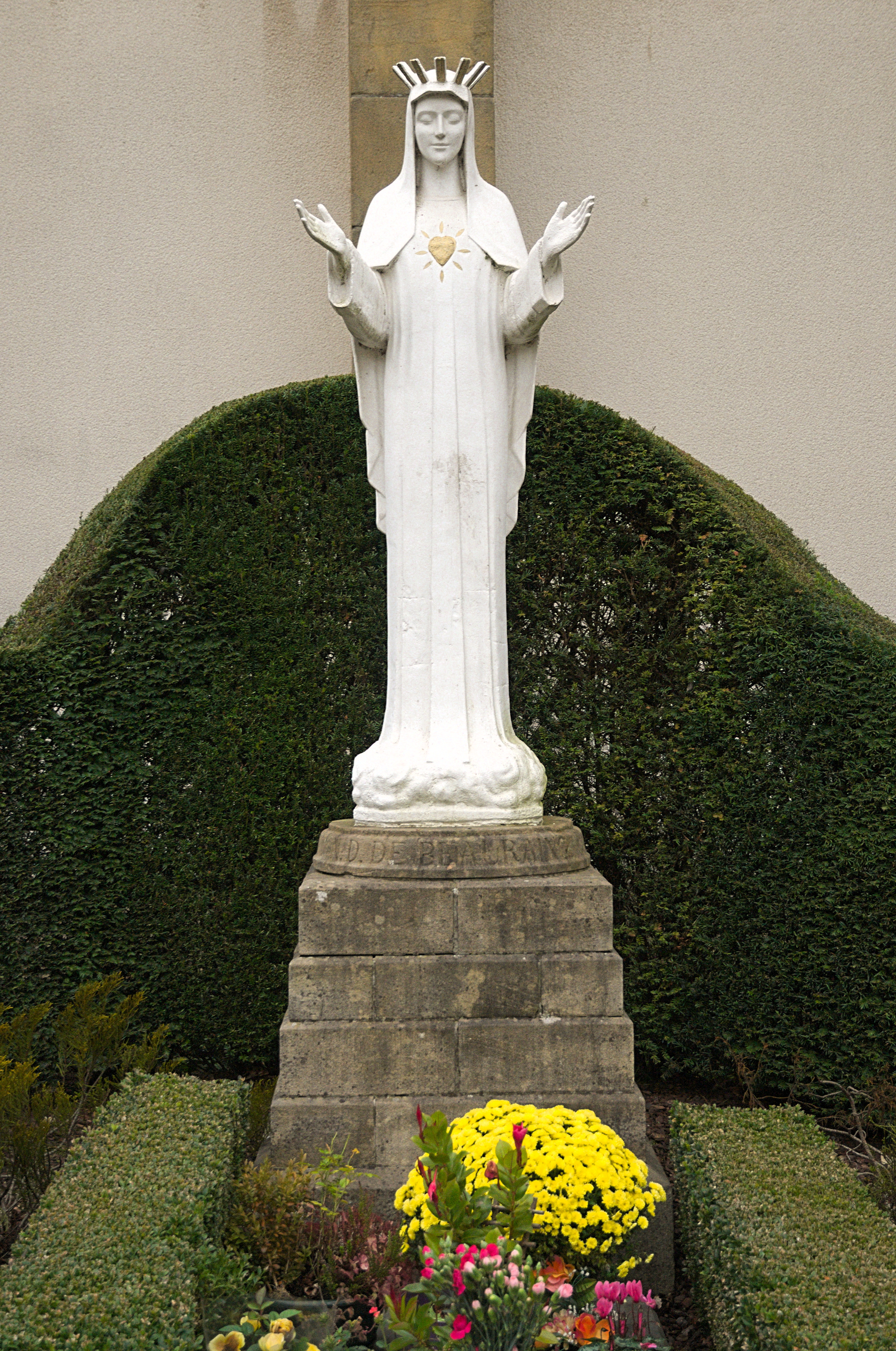
Statue de la Vierge au cœur d'Or installée à Pétange (Luxembourg).
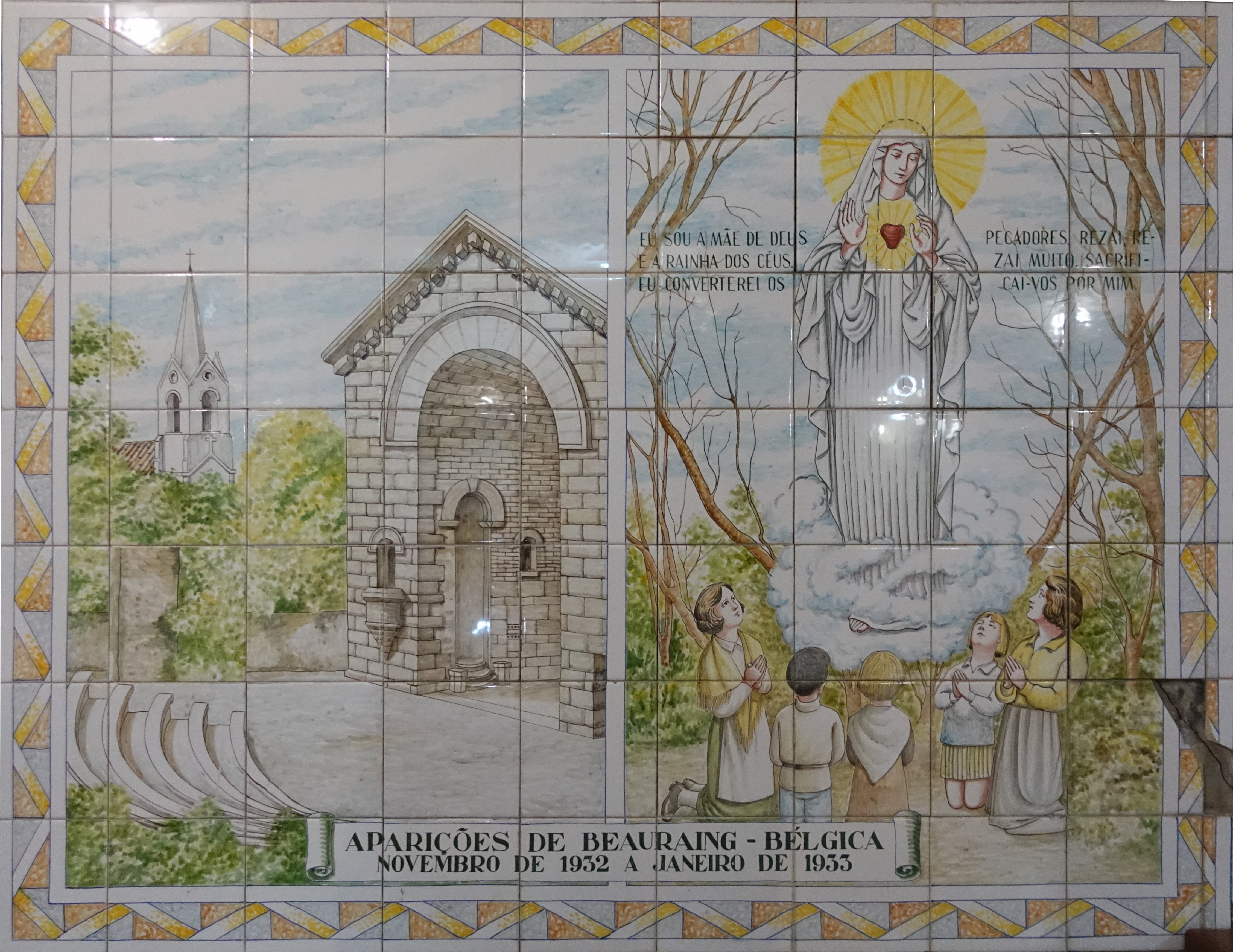
Azulejos représentant l'apparition de Notre-Dame de Beauraing à Ponte da Barca (Portugal), dans le sanctuaire Notre-Dame de la Paix.